# Fusicladium triostei
Fusicladium triostei är en svampart som först beskrevs av Peck, och fick sitt nu gällande namn av K. Schub. & U. Braun 2005. Fusicladium triostei ingår i släktet Fusicladium och familjen Venturiaceae.   Inga underarter finns listade i Catalogue of Life.